# Taisen Dešimaru
Jasuo Dešimaru (29. listopadu 1914 Saga – 30. dubna 1982 Tokio), také známý jako „Mokudó Taisen“, více jako Taisen Dešimaru (japonsky: 弟子丸 泰仙, Dešimaru Taisen), byl japonský zenový mistr školy Sótó a jeden z hlavních misionářů zenového buddhismu na Západě. Byl zakladatelem a inspiroval k založení mnoha skupin a center (japonsky dódžó) v Evropě.
Ve svém učení Taisen Dešimaru trvá na skutečnosti, že Zen je praxí zazen „tady a teď“.

## Biografie
Taisen Dešimaru byl žákem Kódó Sawakiho a mistrem Sandó Kaisena, Étienne Zeislera a dalších. Přinesl zenové učení do Evropy. Je tedy označován za prvního patriarchu evropského zenu.
Jasuo Dešimaru se narodil 29. listopadu 1914 nedaleko města Saga v Japonsku. V mládí se mu dostalo samurajské výchovy od jeho dědečka. Silně jej ovlivnila i hluboká víra jeho matky. Zájem o duchovní otázky ho posléze přivedl ke Kódó Sawakimu, zenovému mistru školy Sótó, který se stal jeho skutečným mistrem.
Když v roce 1941 vstoupilo Japonsko do války, Dešimaru musel opustit svou ženu a syna, který se mu právě narodil, a odjet na 5 let do Indonésie. Krutosti války v něm zanechaly nesmazatelné stopy.
Po válce se vrátil do Japonska a ke Kódó Sawakimu a zůstal s ním 14 let, až do jeho smrti v roce 1965. Přijal od Mistra mnišské svěcení a vyslyšel jeho přání šířit zenové učení v Evropě.
V roce 1967 přijel na pozvání skupiny makrobiotiků do Paříže a začal předávat učení svého mistra. Za nedlouho kolem sebe shromáždil velkou skupinu praktikujících, pořádal velká ústraní, psal knihy, učil, odkazoval zazen. Založil asociaci: Association Zen Internationale a jeho misie měla a stále má velký vliv nejen v Evropě, ale i v Americe.
Mistr Dešimaru zemřel v roce 1982. Závěrečná slova jeho promluvy k žákům na jeho posledním ústraní byla: „Prosím pokračujte v zazenu“.
Zazen to je suchý strom, který znovu rozkvete.

Zazen to je život ve smrti.

Zazen to je pohyb v klidu.

Zazen je zvukem větru v klidném lese.
Taisen Dešimaru

## Knihy
Překlady v českém jazyce:
- Zen a bojová umění, Portál, 2003 ISBN 80-7178-792-2

Originály:
- Zen et arts martiaux, éd. Seghers, 1977, puis Albin Michel, Paris, 1983 ISBN 9782226017888
- L'anneau de la Voie, Albin Michel ISBN 2-226-06352-8
- L'autre rive, textes fondamentaux du Zen commentés par Maître Deshimaru, Albin Michel ISBN 2-226-03302-5
- L'esprit du Ch'an : Le Shin Jin Mei, aux sources chinoises du zen, Albin Michel ISBN 2-226-11429-7
- La Pratique du Zen, Albin Michel, 1981 ISBN 2-226-01287-7
- Le bol et le bâton, 120 contes Zen racontés par Maître Taisen Deshimaru, Albin Michel ISBN 2-226-02684-3
- Le Trésor du Zen, Albin Michel, 2003 ISBN 2-226-13872-2
- Vrai Zen. Introduction au Shobogenzo, édition AZI ISBN 2-901844-13-8
- Zen et vie quotidienne : la pratique de la concentration, préface d'Evelyne de Smedt, Albin Michel, 1985 ISBN 2-226-02247-3
- Questions à un Maître Zen, Albin Michel, 1984 ISBN 2-226-02119-1
- Préface à Cent clés pour comprendre le Zen de Claude Durix, Le Courrier du livre, Paris, 1976 ISBN 2-7029-0029-1.